# ۶۰۳۹ پارمنیدس
سیارک ۶۰۳۹ (به انگلیسی: 6039 Parmenides، نامگذاری:1989RS) شش هزار و سی و نهمین سیارک کشف شده‌است که در ۳ سپتامبر ۱۹۸۹ کشف شد.
قدر مطلق سیارک برابر ۱۱٫۳۰ است.